# Eliachna digitana
Eliachna digitana är en fjärilsart som beskrevs av Brown och Mcpherson. Eliachna digitana ingår i släktet Eliachna och familjen vecklare. Inga underarter finns listade i Catalogue of Life.